# Rickard Dahl
Rickard Dahl (ur. 5 sierpnia 1933, zm. 8 sierpnia 2007) – szwedzki lekkoatleta, który specjalizował się w skoku wzwyż.
W 1958 roku w Sztokholmie wywalczył złoty medal i tytuł mistrza Europy, wynikiem 2,12 ustanawiając rekord mistrzostw Europy oraz rekord Szwecji. Po tym sukcesie otrzymał Svenska Dagbladets guldmedalj, ponieważ był jedynym reprezentantem Szwecji, który wywalczył złoto podczas czempionatu. Po zakończeniu kariery został dziennikarzem sportowym.